# كومنولث (منطقة معزولة للولايات المتحدة)

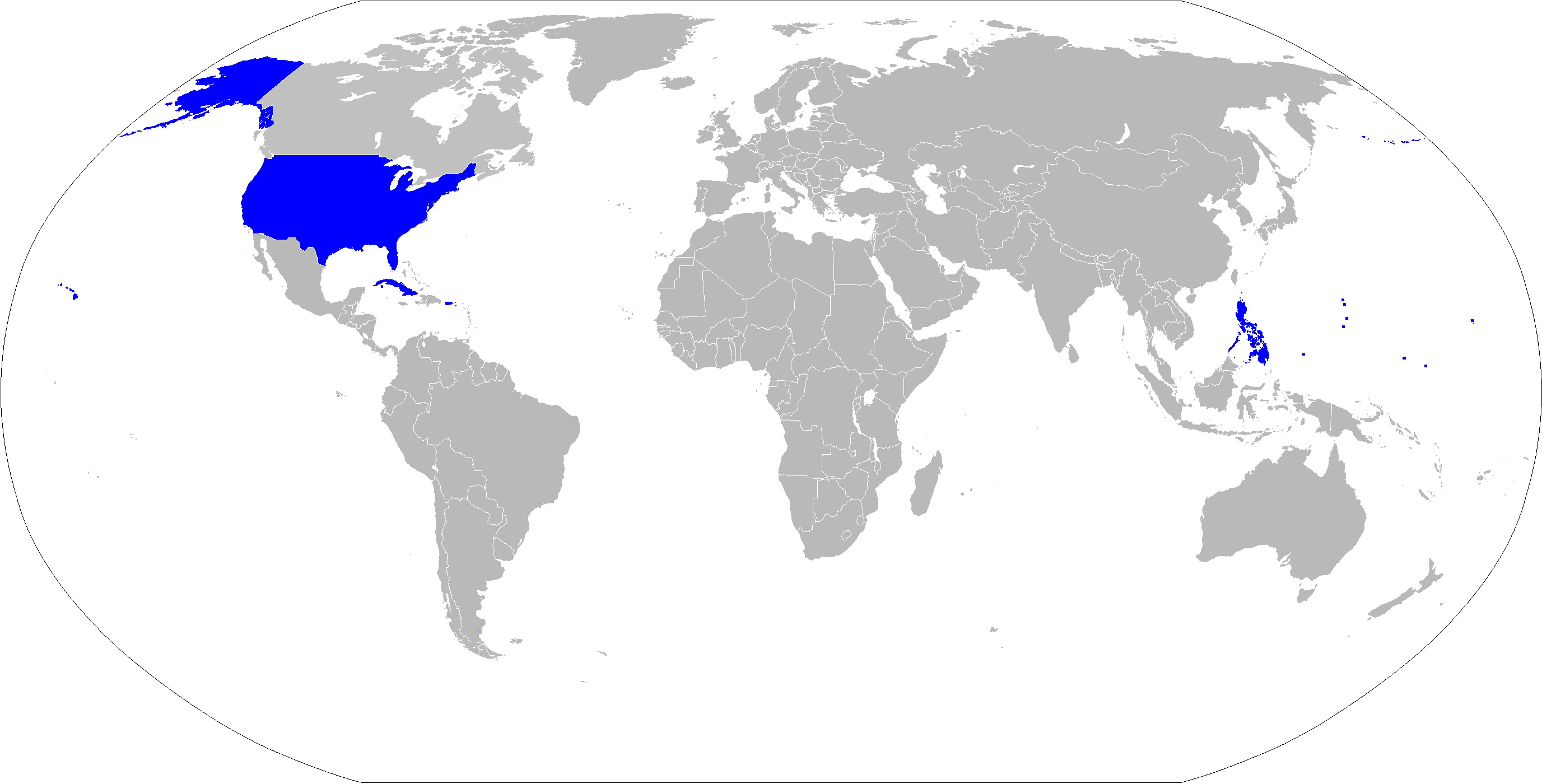
صورة توضيحية لـ كومنولث

كومنولث (منطقة معزولة للولايات المتحدة) (بالإنجليزية: Commonwealth (U.S. insular area))‏ هي المناطق ذات الحكم الذاتي بموجب دستور تم اعتماده ويمنحها الحكم الذاتي، ولا يتم سحبه من جانب واحد من قبل الكونغرس، وهناك حاليا اثنتين من المناطق المعزولة التابعة للولايات، والتي تعتبر في حالة كومنولث، مع الولايات المتحدة و هما جزر ماريانا الشمالية و بورتوريكو .